# Grupo Desportivo e Recreativo de Monsanto
O Grupo Desportivo e Recreativo de Monsanto é um pequeno clube português sediado na freguesia de Monsanto, Município de Alcanena, Distrito de Santarém.

## Futebol

### Histórico (inclui 07/08)
|                   | Nº Presenças | Títulos |
| ----------------- | ------------ | ------- |
| Temporadas na 1ª  | 0            |         |
| Temporadas na 2ª  | 0            |         |
| Temporadas na 2ªB | -            |         |
| Temporadas na 3ª  | -            |         |
| Taça de Portugal  | -            |         |
| Taça da Liga      | 0            |         |

### Classificações
| Escalão          | 00/01 | 01/02 | 02/03 | 03/04 | 04/05 | 05/06 | 06/07 | 07/08 | 08/09 |
| ---------------- | ----- | ----- | ----- | ----- | ----- | ----- | ----- | ----- | ----- |
| Liga Sagres      | -     | -     | -     | -     | -     | -     | -     | -     | -     |
| Liga Vitalis     | -     | -     | -     | -     | -     | -     | -     | -     |       |
| II Divisão       | -     | -     | -     | -     | -     | -     | -     | -     | -     |
| III Divisão      | -     | -     | -     | -     | -     | -     | -     | 1º    | -     |
| 1º Escalão Dist. | -     | -     | -     |       | -     | -     | -     | -     | -     |
| 2º Escalão Dist. | -     | -     | -     | -     | -     | -     | -     | -     | -     |
| 3º Escalão Dist. | -     | -     | -     | -     | -     | -     | -     | -     | -     |

## História
O clube foi fundado em 1976 e o seu actual presidente é Vasco Aparício. Na época de 2007-2008, a equipa de seniores disputa o campeonato nacional da 3ª divisão, série D.

## Palmarés
- Campeão Distrital Seniores 1ª Divisão: 2003/04

## Estádio
Pese embora a fraca qualidade do terreno, a equipa efectua os seua jogos caseiros no Campo do Pião. 

## Marca do equipamento
A equipa utiliza equipamento da marca Tepa e tem o patrocínio de ObraMor